# Basiszinssatz
Der Basiszinssatz ist in Deutschland und Österreich ein variabler Zinssatz, der für die Bewertung von Kapitaldienstleistungen dient und für Deutschland zu Beginn eines jeden Halbjahres von der Deutschen Bundesbank nach Vorgaben der Europäischen Zentralbank neu berechnet und amtlich bekannt gemacht wird.

## Allgemeines
Durch die amtliche Bekanntmachung im Bundesanzeiger ist der Basiszinssatz der einzige amtliche Marktzins. Als Bewertungszins bildet er die Berechnungsgrundlage insbesondere für den Verzugszinssatz, der sich aus dem Basiszinssatz und einer gesetzlich festgelegten oder vertraglich vereinbarten feststehenden Spanne zusammensetzt:
{\displaystyle {\text{Verzugszinssatz}}={\text{Basiszinssatz}}+{\text{Spanne}}}
Er kommt oft in Gerichtsurteilen über Zahlungsklagen vor. Die Regelungen zum Basiszinssatz setzen Artikel 3 Absatz 1 Buchstabe d der EU-Richtlinie 2000/35/EG zur Bekämpfung von Zahlungsverzug im Geschäftsverkehr um.

## Österreich
In Österreich sieht das 1. Euro-Justiz-Begleitgesetz (BGBl. I Nr. 125/1998) seit 1. Januar 1999 den Ersatz des Diskontsatzes der Oesterreichischen Nationalbank (OeNB) durch den Basiszinssatz vor, soweit der Diskontsatz in Bundesgesetzen, Verordnungen oder Vereinbarungen Verwendung findet. Der Basiszinssatz der Oesterreichischen Nationalbank wird von der OeNB auf deren Website veröffentlicht.

### Höhe des Basiszinssatzes
In Österreich wird der Basiszinssatz von der Oesterreichischen Nationalbank bekanntgegeben. Obwohl zum gleichen Währungsraum gehörig, ist die Berechnungsmethode etwas anders; insbesondere beträgt die Mindest-Veränderung des EZB-Refinanzierungssatzes 0,5 Prozentpunkte, wodurch Veränderungen des Basiszinssatzes in der Regel seltener sind als in Deutschland.
Die Entwicklung stellt sich wie folgt dar: (siehe auch Tabelle unten im Abschnitt Deutschland)

## Deutschland

### Höhe des Basiszinssatzes
Der Basiszinssatz ist veränderlich und wird seit dem 1. Januar 2002 von der Deutschen Bundesbank gemäß § 247 BGB berechnet, er wurde am 1. September 2001 auf den damals geltenden Basiszinssatz nach dem Diskontsatz-Überleitungsgesetz festgelegt und verändert sich jeweils zum 1. Januar und zum 1. Juli um die Prozentpunkte, um welche sich seine Bezugsgröße seit der letzten Veränderung des Basiszinssatzes geändert hat. Er liegt dabei 88 Basispunkte (~ 0,88 %) unter seiner Bezugsgröße. Bezugsgröße ist hierbei der Zinssatz für die jüngste Hauptrefinanzierungsoperation der Europäischen Zentralbank vor dem ersten Kalendertag des betreffenden Halbjahres. Nach Art. 229 § 7 Abs. 3 EGBGB ist dabei eine Veränderung des Basiszinssatzes bereits erstmals zum 1. Januar 2002 erfolgt. Der Basiszinssatz wird jeweils unverzüglich nach dem 1. Januar und 1. Juli von der Deutschen Bundesbank im Bundesanzeiger bekannt gemacht. Von 2013 bis 2022 war der Basiszinssatz negativ (vgl. Tabelle unten).
Der Basiszinssatz (bis 31. Dezember 2001 nach § 1 Diskontsatz-Überleitungs-Gesetz (DÜG), seit 1. Januar 2002 nach § 247 BGB) betrug bzw. beträgt:
| seit              | Basiszinssatz Deutschland | Basiszinssatz Österreich | seit               |
| ----------------- | ------------------------- | ------------------------ | ------------------ |
| 1. Januar 1999    | 2,50 %                    | 2,50 %                   | 1. Jänner 1999     |
|                   | 2,50 %                    | 2,00 %                   | 4. April 1999      |
| 1. Mai 1999       | 1,95 %                    | 2,00 %                   |                    |
|                   | 1,95 %                    | 2,50 %                   | 5. November 1999   |
| 1. Januar 2000    | 2,68 %                    | 2,50 %                   |                    |
|                   | 2,68 %                    | 3,00 %                   | 17. März 2000      |
| 1. Mai 2000       | 3,42 %                    | 3,00 %                   |                    |
|                   | 3,42 %                    | 3,75 %                   | 9. Juni 2000       |
| 1. September 2000 | 4,26 %                    | 3,75 %                   |                    |
|                   | 4,26 %                    | 4,25 %                   | 6. Oktober 2000    |
|                   | 4,26 %                    | 3,75 %                   | 31. August 2001    |
| 1. September 2001 | 3,62 %                    | 3,75 %                   |                    |
|                   | 3,62 %                    | 2,75 %                   | 9. November 2001   |
| 1. Januar 2002    | 2,57 %                    | 2,75 %                   |                    |
| 1. Juli 2002      | 2,47 %                    | 2,75 %                   |                    |
|                   | 2,47 %                    | 2,20 %                   | 11. Dezember 2002  |
| 1. Januar 2003    | 1,97 %                    | 2,20 %                   |                    |
|                   | 1,97 %                    | 1,47 %                   | 9. Juni 2003       |
| 1. Juli 2003      | 1,22 %                    | 1,47 %                   |                    |
| 1. Januar 2004    | 1,14 %                    | 1,47 %                   |                    |
| 1. Juli 2004      | 1,13 %                    | 1,47 %                   |                    |
| 1. Januar 2005    | 1,21 %                    | 1,47 %                   |                    |
| 1. Juli 2005      | 1,17 %                    | 1,47 %                   |                    |
| 1. Januar 2006    | 1,37 %                    | 1,47 %                   |                    |
|                   | 1,37 %                    | 1,97 %                   | 27. April 2006     |
| 1. Juli 2006      | 1,95 %                    | 1,97 %                   |                    |
|                   | 1,95 %                    | 2,67 %                   | 11. Oktober 2006   |
| 1. Januar 2007    | 2,70 %                    | 2,67 %                   |                    |
|                   | 2,70 %                    | 3,19 %                   | 14. März 2007      |
| 1. Juli 2007      | 3,19 %                    | 3,19 %                   |                    |
| 1. Januar 2008    | 3,32 %                    | 3,19 %                   |                    |
| 1. Juli 2008      | 3,19 %                    | 3,19 %                   |                    |
|                   | 3,19 %                    | 1,88 %                   | 10. Dezember 2008  |
| 1. Januar 2009    | 1,62 %                    | 1,88 %                   |                    |
|                   | 1,62 %                    | 1,38 %                   | 21. Jänner 2009    |
|                   | 1,62 %                    | 0,88 %                   | 11. März 2009      |
|                   | 1,62 %                    | 0,38 %                   | 13. Mai 2009       |
| 1. Juli 2009      | 0,12 %                    | 0,38 %                   |                    |
| 1. Juli 2011      | 0,37 %                    | 0,38 %                   |                    |
|                   | 0,37 %                    | 0,88 %                   | 13. Juli 2011      |
|                   | 0,37 %                    | 0,38 %                   | 14. Dezember 2011  |
| 1. Januar 2012    | 0,12 %                    | 0,38 %                   |                    |
| 1. Januar 2013    | −0,13 %                   | 0,38 %                   |                    |
|                   | −0,13 %                   | −0,12 %                  | 8. Mai 2013        |
| 1. Juli 2013      | −0,38 %                   | −0,12 %                  |                    |
| 1. Januar 2014    | −0,63 %                   | −0,12 %                  |                    |
| 1. Juli 2014      | −0,73 %                   | −0,12 %                  |                    |
| 1. Januar 2015    | −0,83 %                   | −0,12 %                  |                    |
|                   | −0,83 %                   | −0,62 %                  | 16. März 2016      |
| 1. Juli 2016      | −0,88 %                   | −0,62 %                  |                    |
|                   |                           | −0,12 %                  | 27. Juli 2022      |
|                   |                           | 0,63 %                   | 14. September 2022 |
|                   |                           | 1,38 %                   | 2. November 2022   |
|                   |                           | 1,88 %                   | 21. Dezember 2022  |
| 1. Januar 2023    | 1,62 %                    |                          |                    |
|                   |                           | 2,38 %                   | 8. Februar 2023    |
|                   |                           | 2,88 %                   | 22. März 2023      |
|                   |                           | 3,38 %                   | 21. Juni 2023      |
| 1. Juli 2023      | 3,12 %                    |                          |                    |
|                   |                           | 3,88 %                   | 20. September 2023 |
| 1. Januar 2024    | 3,62 %                    |                          |                    |
| 1. Juli 2024      | 3,37 %                    |                          |                    |
| 1. Januar 2025    | 2,27 %                    | 2,53 %                   | 1. Jänner 2025     |
| 1. Juli 2025      | 1,27 %                    | 1,53 %                   | 1. Juli 2025       |

### Bedeutung
Im Zivilrecht ist er bedeutsam für die Berechnung von Verzugszinsen nach § 288 BGB sowie für die Verzinsung der Kostenfestsetzung nach § 104 Abs. 1 ZPO und auch für die Notarkosten nach den §§ 88 und 90 Abs. 1 des Gerichts- und Notarkostengesetzes.
Auf § 247 BGB verweisen eine Reihe von anderen deutschen Rechtsvorschriften, die die Verzinsung von Forderungen regeln:
- § 288 BGB, der den Zinssatz für Verzugszinsen auf 5 Prozentpunkte (9 Prozentpunkte bei Entgeltforderungen zwischen Unternehmen) über dem Basiszinssatz festlegt;
- § 497 Abs. 1 Satz 2 BGB;
- §§ 104 und 688 Abs. 2 Nr. 1 ZPO;
- § 16 Abs. 2 Satz 1 VOB/B;
- Art. 34 und 46 Scheckgesetz;
- Art. 28, 48 und 49 Wechselgesetz;
- § 327b Abs. 2 Aktiengesetz.

In Österreich regelt der Basiszins auch die dort Anspruchszinsen genannten Steuerzinsen. Diese liegen 2 Prozentpunkte über dem Basiszins.

### Entstehung der Vorschrift
In Rechtstexten, Verträgen und Gesetzen wurde oft auf den Diskontsatz der Deutschen Bundesbank Bezug genommen. Mit dem Übergang der Zuständigkeit für die Geldpolitik auf die Europäische Zentralbank (EZB) gibt es keinen Diskontsatz mehr. Dieser wurde mit Wirkung vom 1. Januar 1999 durch den Basiszinssatz nach dem DÜG abgelöst. Durch das Gesetz zur Modernisierung des Schuldrechts wurde der Basiszinssatz mit Wirkung vom 1. Januar 2002 für viele Anwendungsbereiche direkt ins BGB übernommen. Mit Inkrafttreten des „Gesetzes zur Änderung von Vorschriften über die Bewertung der Kapitalanlagen von Versicherungsunternehmen und zur Aufhebung des Diskont-Überleitungs-Gesetzes (Versicherungskapitalanlagen-Bewertungsgesetz: VersKapAG)“ am 4. April 2002 (Veröffentlichung im Bundesgesetzblatt am 3. April 2002) wurde das Diskontsatz-Überleitungsgesetz (DÜG) aufgehoben.